# Яблынька
Я́блынька (бел. Яблынька) — деревня в Поречском сельсовете Дятловского района Гродненской области Белоруссии. Согласно переписи населения 2009 года в Яблыньке проживало 26 человек. Площадь сельского населённого пункта составляет 42,88 га, протяжённость границ — 5,58 км.

## Этимология
Название деревни образовано от дерева яблони (бел. яблыня).

## География
Яблынька расположена в 21 км к северо-западу от Дятлово, 83 км от Гродно.

## История
В 1996 году Яблынька входила в состав Демяновецкого сельсовета и колхоза «Поречье». В деревне насчитывалось 25 домохозяйств, проживало 49 человек.
13 июля 2007 года деревня была передана из упразднённого Демяновецкого в Поречский сельсовет.